# Docodesmus vincentii
Docodesmus vincentii är en mångfotingart som först beskrevs av Pocock 1894.  Docodesmus vincentii ingår i släktet Docodesmus och familjen fingerdubbelfotingar. Inga underarter finns listade i Catalogue of Life.